# ブレット則
有機化学においてブレット則（ブレットそく、英: Bredt's rule）とは、架橋原子を持つ多環性化合物において橋頭位に二重結合を持つ化合物は存在できないという経験則である。

## 概要
二重結合は平面構造をとるのが安定な配置である。しかしトランス配置の二重結合を持つ7員環以下の環状アルケンにおいては、平面構造をとることができないため非常に反応性が高くなり安定に存在できない。橋頭位に二重結合を持つ化合物においては、その二重結合を含む環の片方についてトランス配置をとらざるを得ないため、反応性が高くなり単離できない。
ブレット則は、分子の特定の異性体との共鳴を妨げることがある。例えば、2-キヌクリドニウムは通常のアミドとしての反応性を示さないが、これはイミノエーテルの互変異性体がブレット則に反するためである。
しかし、8員環以上の環においてはトランス配置の環状アルケンも安定に存在する。そのため環が大きい場合にはブレット則は成立しなくなる。例えばbicyclo[3.3.1]non-1-eneは二重結合を含む環の6員環側についてシス配置、8員環側についてトランス配置となっており安定に存在する。このようなブレット則に反するtrans-シクロアルケンの部分構造が7員環以下の化合物をアンチブレットアルケンと呼ぶ。
2024年、カリフォルニア大学による研究で、一般に調製することが困難または不可能とされてきたブレット則に反する化合物を、環化付加反応で捕捉できる中間体として調製可能であることが『サイエンス』誌に報告された。

## 例

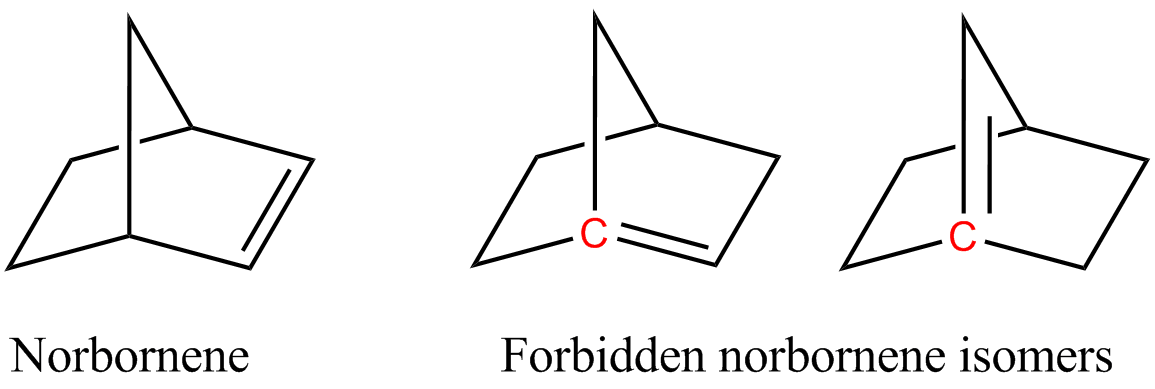
ブレット則に反する橋頭位炭素を赤色で示した。

例えばノルボルネンの異性体のうち、2つはブレット則に反する構造を有する。これらの化合物は不安定で調製することができない。

## 歴史
1924年にドイツの有機化学者コンラット・ユリウス・ブレットにより体系的に発表された。